# Linea T1 (rete tranviaria dell'Île-de-France)
La linea T1 è una tranvia che corre appena al di fuori dei confini di Parigi, collegando Asnières-sur-Seine con Noisy-le-Sec, parallelamente al confine settentrionale della capitale francese.